# Romanèche-Thorins
Romanèche-Thorins – miejscowość i gmina we Francji, w regionie Burgundia-Franche-Comté, w departamencie Saona i Loara.
Według danych na rok 1990 gminę zamieszkiwało 1710 osób, a gęstość zaludnienia wynosiła 175 osób/km² (wśród 2044 gmin Burgundii Romanèche-Thorins plasuje się na 122. miejscu pod względem liczby ludności, natomiast pod względem powierzchni na miejscu 945.).